# Kvalificering
Kvalificering, kval, innebär inom sport att man måste nå vissa resultat innan man når en större tävling. En mindre tävling kan vara kval till en större tävling utan att officiellt kallas kval.
Kvaltävlingars indelning kan vara baserade på geografi, ranking eller slumpmässig lottning.
Inom individuella grenar, till exempel friidrott,  ställs ofta krav på vissa resultat för att man skall kvalificera sig. Det kan röra sig om tider/meter och liknande, eller placeringar, vid vissa tävlingar.
Inom lagsport kvalificerar man sig för olika divisioner, antingen direkt efter placeringar bland de främsta, oftast enbart genom att vinna, en serie eller genom ett kvalspel som spelas efter huvudserierna, oftast i slutet av säsongen. Sådant kvalspel kan innehålla lag från den högre serien, som måste kvala för att hålla sig kvar. Kvalspel kan också spelas enbart mellan lag som spelar för att gå upp en division, eller enbart lag som spelar för att hålla sig kvar i en division.
I internationella tävlingar förekommer ofta kvaltävlingar mellan landslag, där VM-kvalet i fotboll, tillhör de mer berömda.
Kval inom olika länders seriesystem är omdiskuterat. Förespråkare för kval inom ländernas seriesystem menar att det är bra för att matcherna visar vilka som verkligen bör spela i högre respektive lägre division kommande säsong. Kritiker menar dock att kvalspel "devalverar" seriesegerns värde, och att det i längden blir enformigt med kvalspel som gör det möjligt för samma lag att hålla sig kvar i en högre division säsong efter säsong fastän de alltid slutat bland de sista i sin serie.
Återkval används inom många sporter. Det innebär att tävlande som blivit utslagna får en andra chans, alltså att man genom vinst i återkvalet kan ta sig tillbaka in i tävlingen.